# مالی بوزات
مالی بوزات (انگلیسی: Maly Buzat) یک شهرک در شهرستان استرلیباشفسکی استان باشقیرستان کشور روسیه است.